# Longpré-le-Sec
Longpré-le-Sec is een gemeente in het Franse departement Aube (regio Grand Est) en telt 81 inwoners (2009). De plaats maakt deel uit van het arrondissement Troyes.

## Geografie
De oppervlakte van Longpré-le-Sec bedraagt 15,3 km², de bevolkingsdichtheid is dus 5,3 inwoners per km².
De onderstaande kaart toont de ligging van Longpré-le-Sec met de belangrijkste infrastructuur en aangrenzende gemeenten.

## Demografie
Onderstaande figuur toont het verloop van het inwonertal (bron: INSEE-tellingen).

Vanwege een beveiligingsprobleem met de MediaWiki Graph-software is het momenteel niet mogelijk deze grafiek weer te geven. Zodra de software is bijgewerkt zal de grafiek vanzelf weer zichtbaar worden.

## Externe links

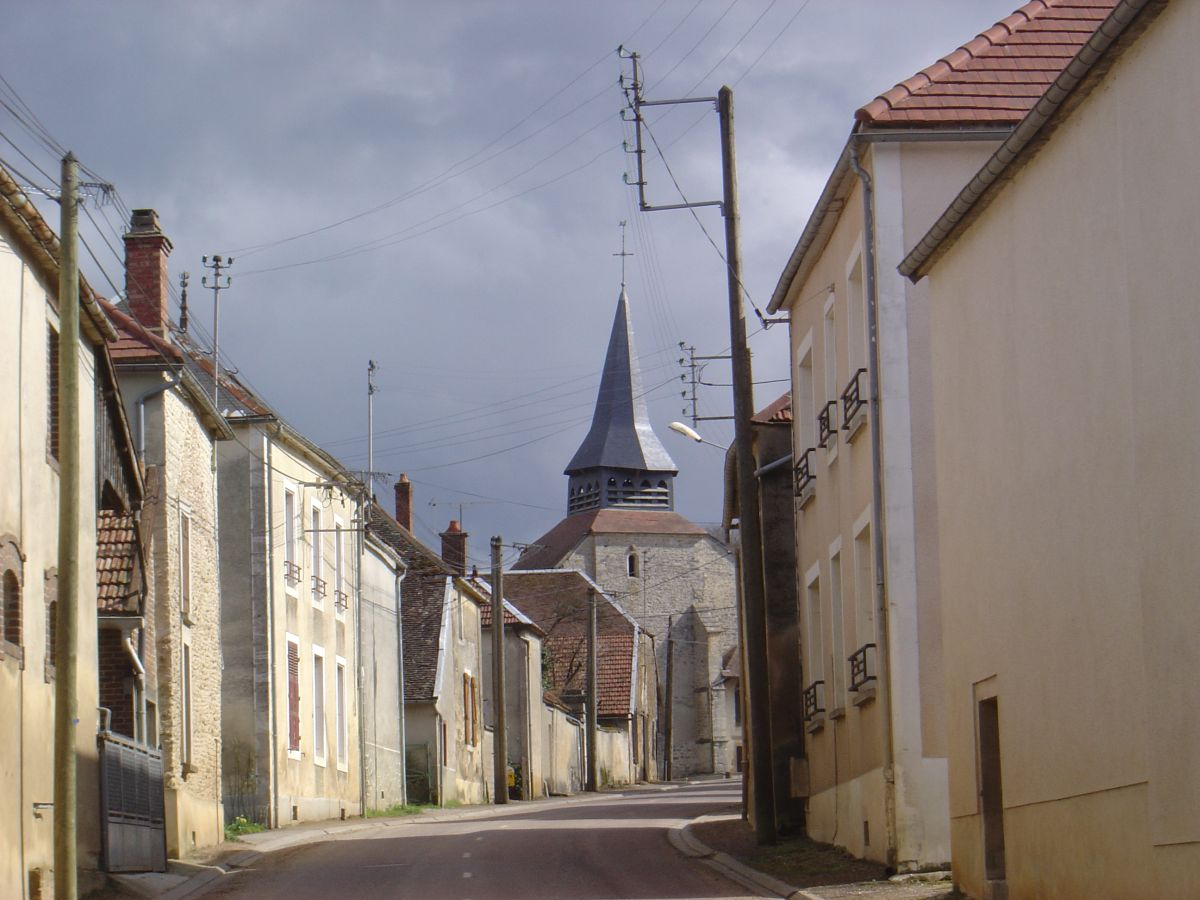
Straat in Longpré-le-Sec
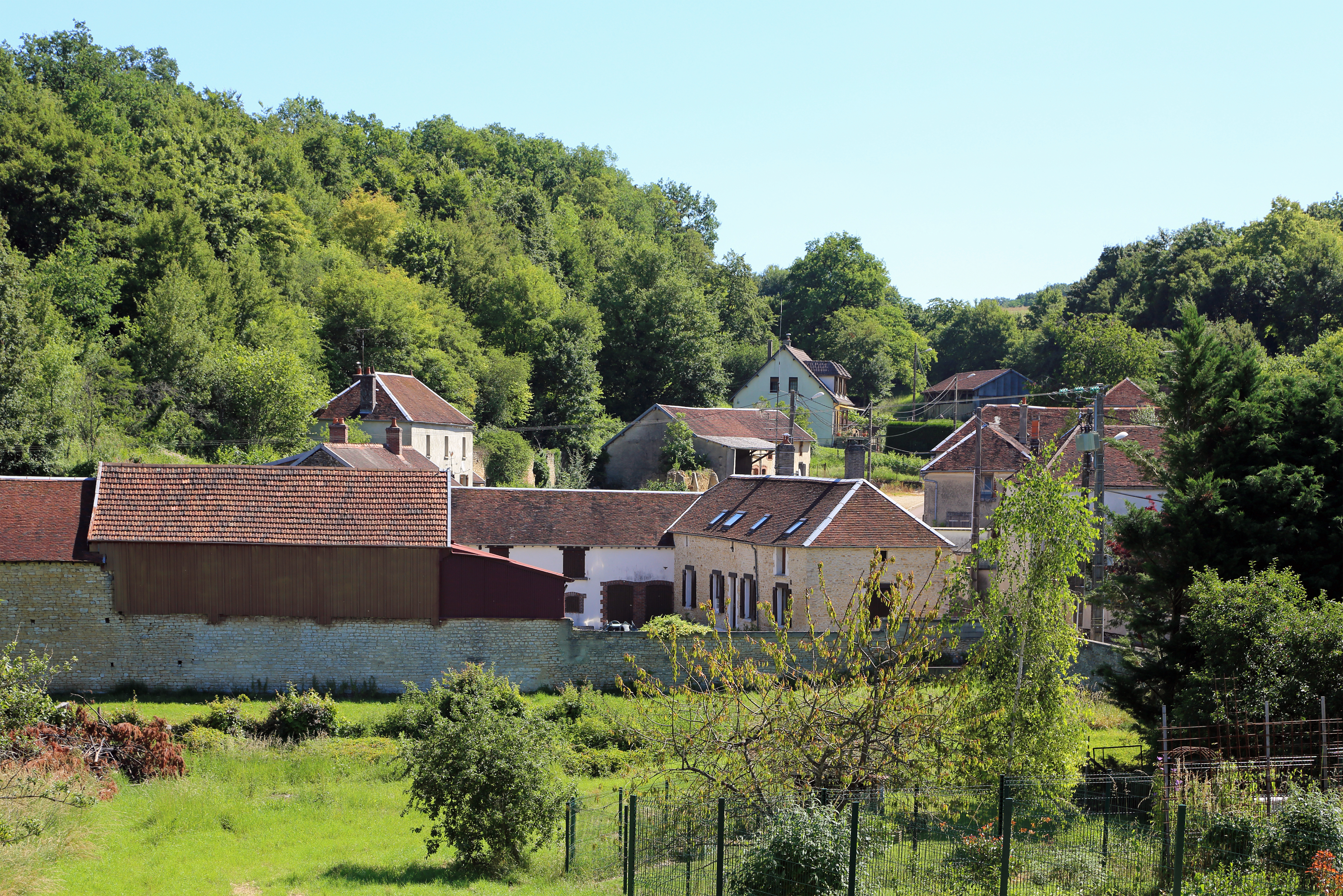
Gezicht in het dorp
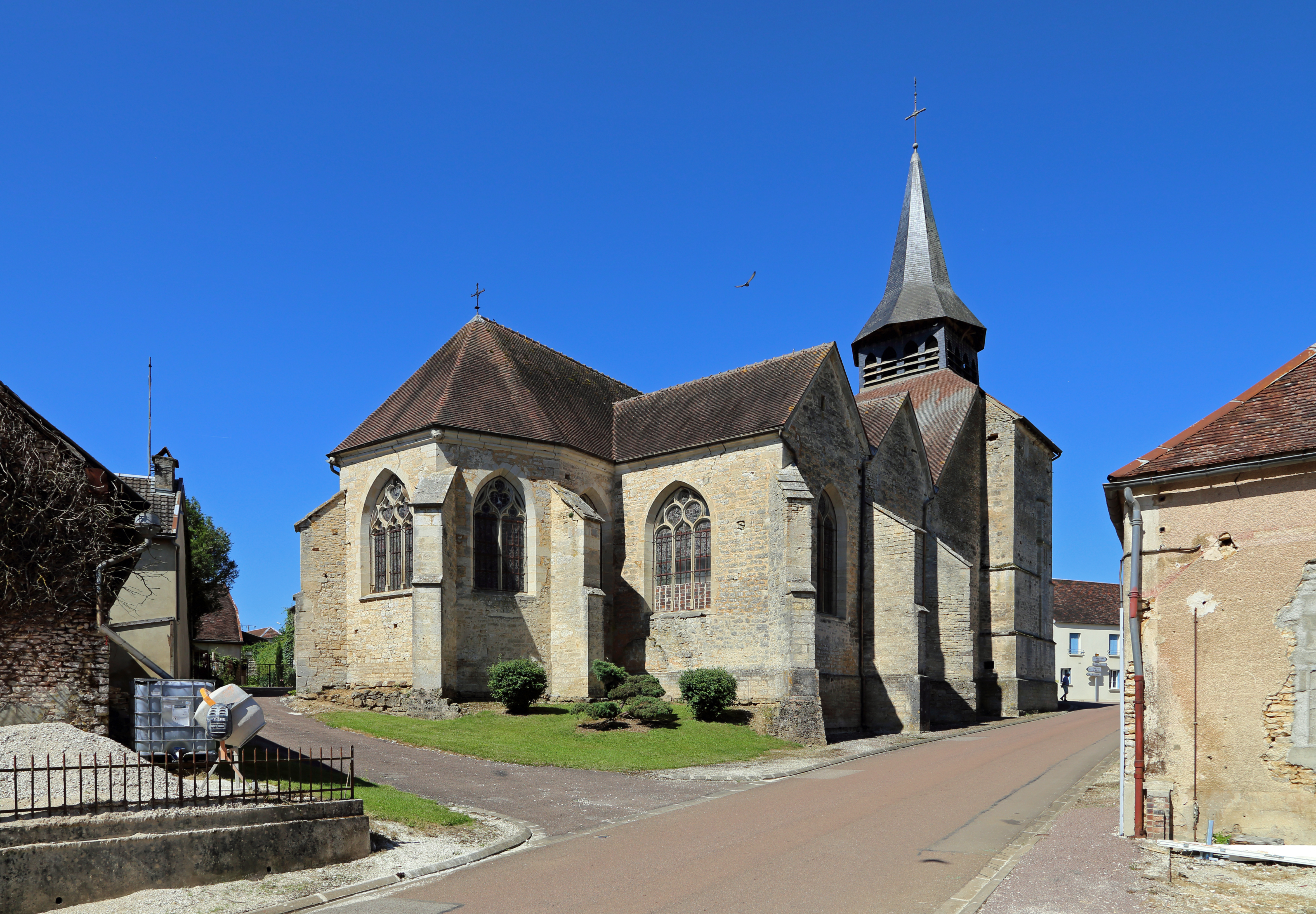
De Sint-Petruskerk van Longpré-le-Sec
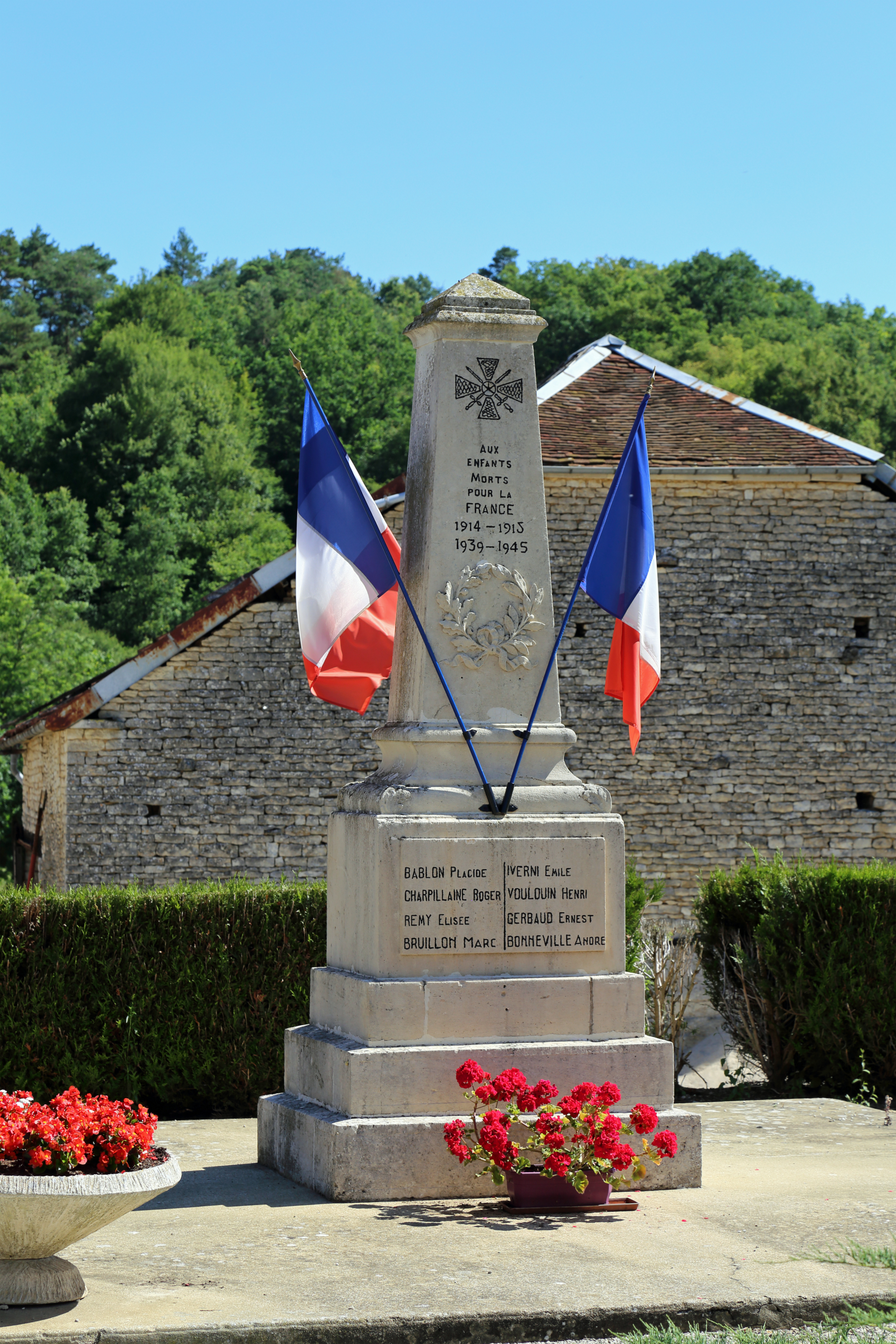
Oorlogsgedenkteken
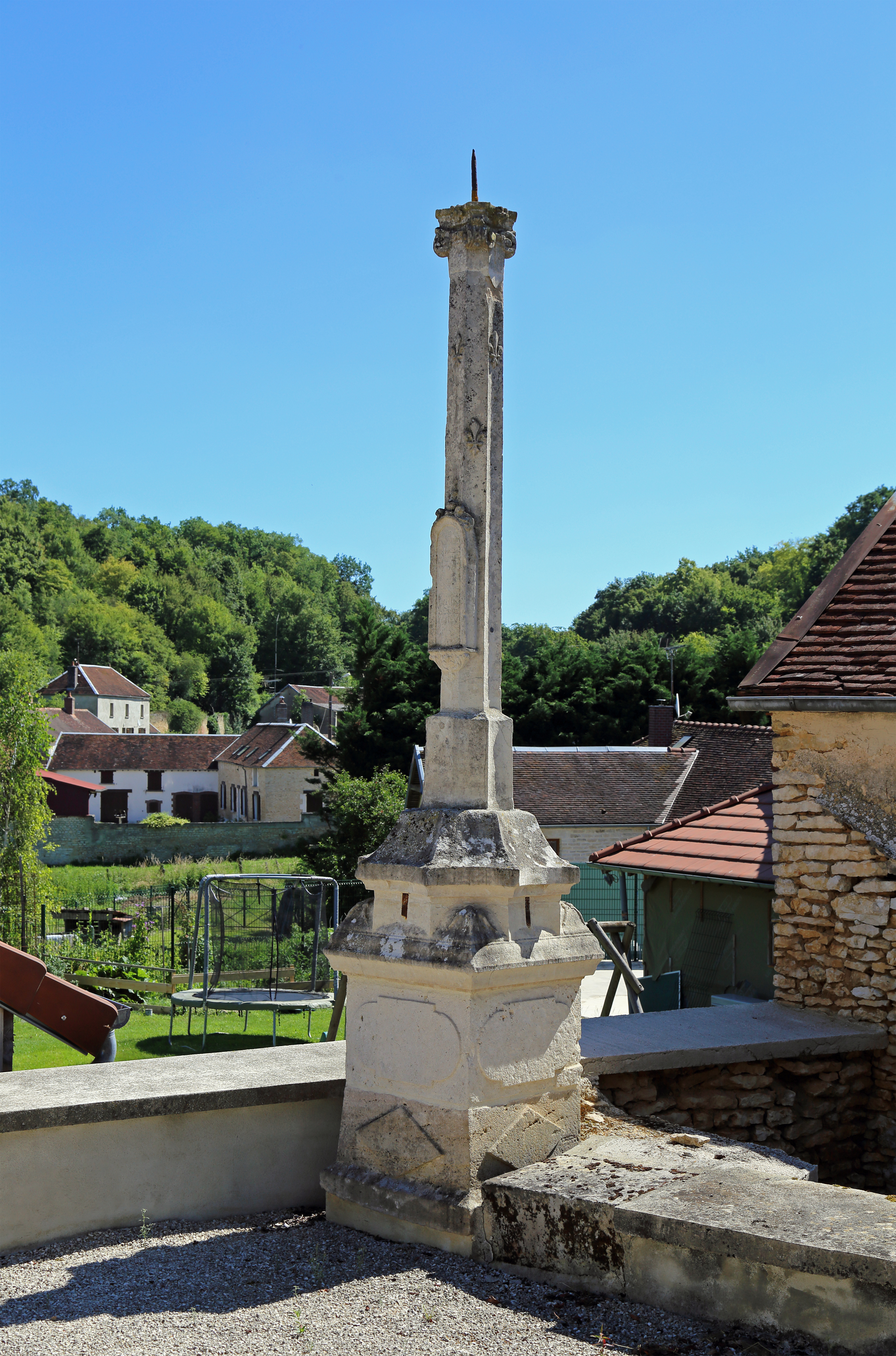
Monumentje in de buurt van de kerk